# اشکوتان
اشکوتان یکی از روستاهای استان آذربایجان غربی در شهرستان بوکان است. این روستا طبق آمار سرشماری رسمی سال ۱۳۹۵ دارای ۳۵ نفر جمعیت در قالب ۱۱ خانوار بوده‌است.